# Fulvio Giuliani
Fulvio Giuliani (Napoli, 29 ottobre 1969) è un giornalista, conduttore radiofonico e conduttore televisivo italiano.
È il direttore responsabile del quotidiano d'opinione La Ragione, fondato il 2 giugno 2021 insieme a Davide Giacalone (direttore editoriale). 

## Biografia
Inizia la sua carriera giornalistica nel 1997, quando diventa uno speaker di RTL 102.5, per poi divenire un giornalista professionista nel 2000. Dal 2002 al 2021 ha condotto insieme a Giusi Legrenzi (e dal 2016 anche Pierluigi Diaco) Non Stop News, radiogiornale di RTL 102.5, mentre dal 2004 al 2021 è stato alla conduzione de L'indignato speciale, programma di approfondimento in diretta con gli ascoltatori la domenica mattina, insieme ad Andrea Pamparana e Davide Giacalone. Sempre per RTL 102.5 è stato commentatore per calcio, tennis e rugby.
Dal 2007 al 2012 ha condotto la trasmissione Diretta Stadio su 7 Gold, mentre dal 2018 è opinionista per varie reti televisive nazionali su temi sportivi e di cronaca come Sky Sport, Sky TG24, Rai News 24 e Canale 5.
Nel 2021, dopo 24 anni, lascia RTL 102.5 per poi farvi ritorno nel febbraio 2023 come conduttore del programma Password del venerdì assieme a Cecilia Songini e, dall'anno successivo, anche nell'edizione quotidiana condotta da Nicoletta Deponti. Per RTL 102.5 conduce anche i programmi con le telecronache di eventi sportivi quali, ad esempio, Anteprima Champions League e le partite della nazionale italiana di calcio. 
Il 2 giugno 2021 fonda, insieme a Davide Giacalone, il quotidiano La Ragione, di cui diviene direttore responsabile e con il quale nel 2024 pubblica il libro Il Mondo della Ragione, edito da Rubbettino.
È sposato con Federica Marotti dal 2022 e ha tre figli.

## Riconoscimenti e premi
- Cuffie D'Oro come Miglior Giornalista Radiofonico - 2015[6]
- LinkedIn Top Voice dal 2020